# أناندا لويس
أناندا لويس (بالإنجليزية: Ananda Lewis) هي عارضة وصحفية وممثلة أمريكية، ولدت في 21 مارس 1973 في سان دييغو في الولايات المتحدة.

## وصلات خارجية
- أناندا لويس على موقع IMDb (الإنجليزية)
- أناندا لويس على موقع قاعدة بيانات الفيلم (الإنجليزية)